# 激素宫内节育器
激素宮內節育器（hormonal intrauterine device）常見者為含孕激素子宮內系統（intrauterine system (IUS) with progestogen），商品名有 Mirena（蜜蕊娜、曼月乐）等，是一种可以释放激素（如屬於孕激素的左炔諾孕酮）的宫内节育器，其用途包括避孕、缓解月经过多、预防雌激素替代疗法可能产生的子宫内膜增生等。
含孕激素IUD是最有效的避孕方法之一，年避孕失败率約為0.2%。该装置经由手术放入子宫中，有效期为3到8年。取出之后，生育能力将很快恢复。
使用此裝置的副作用有經期不規則、良性卵巢囊腫、骨盆腔疼痛和憂鬱。罕見案例有子宮穿孔。不建議個體於懷孕期間使用，但母乳哺育期間使用對於嬰兒屬於安全。含孕激素IUD是一種長效且可逆的避孕方法。作用機制是通过孕激素以稠化宫颈黏液并让子宫内膜变薄，从而抑制精子通过宫颈并影响受精卵着床，偶爾也會抑制排卵，借由這些機制起到避孕的作用。
含左炔諾孕酮的IUD於1990年在芬蘭首次獲准用於醫療用途，並於2000年獲准在美國使用。此裝置已列入世界衛生組織基本藥物標準清單之中。

## 醫療用途
含孕激素IUD是一種極其有效的避孕方法，於2021年所做的一項研究顯示它可用於緊急避孕。含孕激素IUD除用於避孕之外，還用於預防和治療：
- 經血過多[16]
- 子宮內膜異位症和慢性骨盆腔疼痛[16][17]
- 子宮腺肌病和經痛[16][18]
- 貧血[19]
- 子宮內膜增生症（特別是對希望在治療子宮內膜增生症的同時仍保持生育能力的更年期前女性）[20][21]
- 在某些情況下，使用含孕激素IUD可避免進行子宮切除術[22]。

優點:
- 為最有效且可逆的避孕法之一[23]
- 個體於母乳哺育期間可使用[24]
- 無性行為前準備事項，[25]但建議用者和醫師定期檢查裝置的線繩，以確保其位置正確[26]
- 希望再度懷孕的用者在移除裝置後的24個月內有90%能成功懷孕[27]
- 可能經血變少（有些女性的月經甚至完全停止）[28]
- 有效期長達3至8年（依含孕激素IUD種類而異）[4]

缺點:
- 裝置後常發生經期不規則和在經期外出血，[28]情況通常會在3到6個月後改善[4]
- 裝置過程中可能會出現中度至嚴重疼痛，包括子宮痙攣和背痛
- 其他潛在的不良反應和風險

### 有效性
使用商品名為Mirena的裝置可有效避孕長達8年。使用商品名為Kyleena的裝置，有效期為5年，而使用商品名為Skyla的裝置，有效期為3年。
含孕激素IUD是一種長效且可逆的避孕法，被認為是最有效的避孕方式之一。此裝置的第1年失敗率為0.1-0.2%，5年失敗率為0.7-0.9%。此類失敗率與輸卵管結紮技術相當，但不同點是含孕激素IUD的做法為可逆。
含孕激素IUD被認為比其他常見的可逆避孕法（如複合口服避孕藥）更有效，因為用者於置入之後幾乎不必做任何事。其他避孕法的效果會受到用者本身的作為而降低，如服藥時間不準。使用含孕激素IUD後毋須每日、每週或每月服藥，因此其典型使用失敗率與完美使用失敗率相同。
在一項為期10年的研究中，發現使用含左炔諾孕酮IUD在治療經血過多方面與口服藥物（如傳明酸、甲芬那酸、雌激素與黃體素複合製劑或單純孕激素）的效果相當，前述女性未因經血過多而需進行手術，且生活品質仍獲得改善。
有雙角子宮的女性若需避孕，通常會放置兩個IUD（每個角一個），因只做單一子宮角放置的避孕效果尚無足夠實證支持。目前尚無充分的科學證據支持將含孕激素IUD用於治療雙角子宮個體的經血過多。然而有部分個案報告顯示，單一含孕激素IUD在治療此類個體方面具有一定的療效。。

### 母乳哺育
含孕激素的避孕方法（例如IUD）被認為不會影響母乳供應或嬰兒生長。然而在Mirena申請DA核准的研究中發現使用此種含孕激素IUD的母親有44%於75天後仍繼續哺乳，低於使用銅質IUD的母親 (79%於75天後仍繼續哺乳)。:37
使用Mirena的個體，約有0.1%的左炔諾孕酮會通過母乳傳遞給哺乳嬰兒。一項針對母親使用單純左炔諾孕酮避孕法的哺乳嬰兒進行的為期6年研究，發現這些嬰兒患呼吸道感染和眼部感染的風險較母親使用銅質IUD的嬰兒為高，但神經系統疾病的風險較低。目前尚無任何長期的研究來評估母乳中左炔諾孕酮對嬰兒在長期方面的影響。
對於哺乳中的母親，美國疾病管制與預防中心（CDC）建議激素避孕法並非首選。不過，如果選擇使用像Mirena這樣僅含孕激素避孕器，建議只有在評估後，認為益處大於風險時才適合使用，在使用期間也須密切觀察身體狀況。世界衛生組織（WHO）建議避免個體於產後立即置入，理由是裝置從子宮脫落的比率會增加。WHO對產後6週內母親使用Mirena，可能對嬰兒肝臟和腦部發育造成的潛在影響表示擔憂，並強調需要更多的研究來評估其安全性。然而WHO建議從產後6週開始，即使是哺乳婦女，也可用Mirena作為避孕選項。非營利組織美國計劃生育聯合會則建議可在產後4週即開始為哺乳婦女提供Mirena作為避孕選項。

## 禁忌症
個體有以下的情況即不應使用含孕激素IUD：
- 懷孕中或懷疑已懷孕者[24]
- 有不明原因的異常陰道出血者[24]（此點有爭議）[46]
- 患有未經治療的子宮頸癌或子宮癌者[24]
- 患有或可能患有乳癌者[24]
- 子宮頸或子宮異常者[47]（此點有爭議）[46]
- 近三個月內曾患有骨盆腔發炎者[24]
- 近三個月內曾感染性傳染病者（如披衣菌感染或淋病）[24]
- 患有肝病或腫瘤者[47]
- 對左炔諾孕酮或裝置中任何非活性成分過敏者[47]

進行子宮擴張與刮除術（D&E）人工流產（中期妊娠終止）後的個體可裝置IUD，但可能會增加裝置從子宮脫落比率。為降低感染風險，不建議在以下情況下進行IUD置入： 1. 接受藥物流產後，尚未進行超音波檢查以確認流產已完全。 2. 接受藥物流產後，尚未出現第一次月經。
完整的禁忌症清單可在世界衛生組織避孕藥物使用醫學適應症標準（Medical Eligibility Criteria for Contraceptive Use）和CDC美國避孕藥物使用醫學適應症標準（United States Medical Eligibility Criteria for Contraceptive Use）中取得。

## 副作用
- 經期不規則、[50][51][52]
- 痙攣和疼痛、[53]
- 裝置脫落、 [53][54][55][56][57]
- 子宮穿孔、[58][56]
- 懷孕併發症、[39]:3–4[53][54][53][54][39]:5,41
- 感染、[59][53]
- 卵巢囊腫、[60][61]
- 精神健康變化，（包括神經緊張、情緒低落、情緒波動）、[47]

- 體重增加、[47]
- 頭痛或偏頭痛、[47]
- 噁心、[47]
- 痤瘡、[47]
- 毛髮過多、[47]
- 下腹或背部疼痛、[47]
- 性慾減退、[47]
- 陰道瘙癢、發紅或腫脹、[47]
- 陰道產生分泌物、[62]
- 乳房疼痛、壓痛、[62]
- 水腫、[62]
- 腹脹、[62]
- 子宮頸炎、[62]
- 細菌性陰道病、[63]
- 可能會影響葡萄糖耐受性、[62]
- 可能會出現視力變化或隱形眼鏡耐受性改變、[27]
- 可能會導致維生素B1缺乏，影響精力、情緒和神經系統功能、[27]
- "線繩消失" - 指婦女在例行檢查時無法觸摸到IUD的線繩，且在膣鏡檢查下也無法看到[64][65]。

### 癌症
根據國際癌症研究機構 (IARC) 於1999年對僅含孕激素避孕法進行的評估，有一些證據顯示此避孕法可降低子宮內膜癌的風險。IARC於1999年的研究結論，表示沒證據表明僅含孕激素的避孕法會增加任何癌症的風險，但所做研究的規模太小，無法取得確定結論。

### 骨質密度
沒證據顯示Mirena會影響用者的骨質密度。兩項針對前臂骨質的小型研究顯示密度並下降。

## 組成與激素釋放

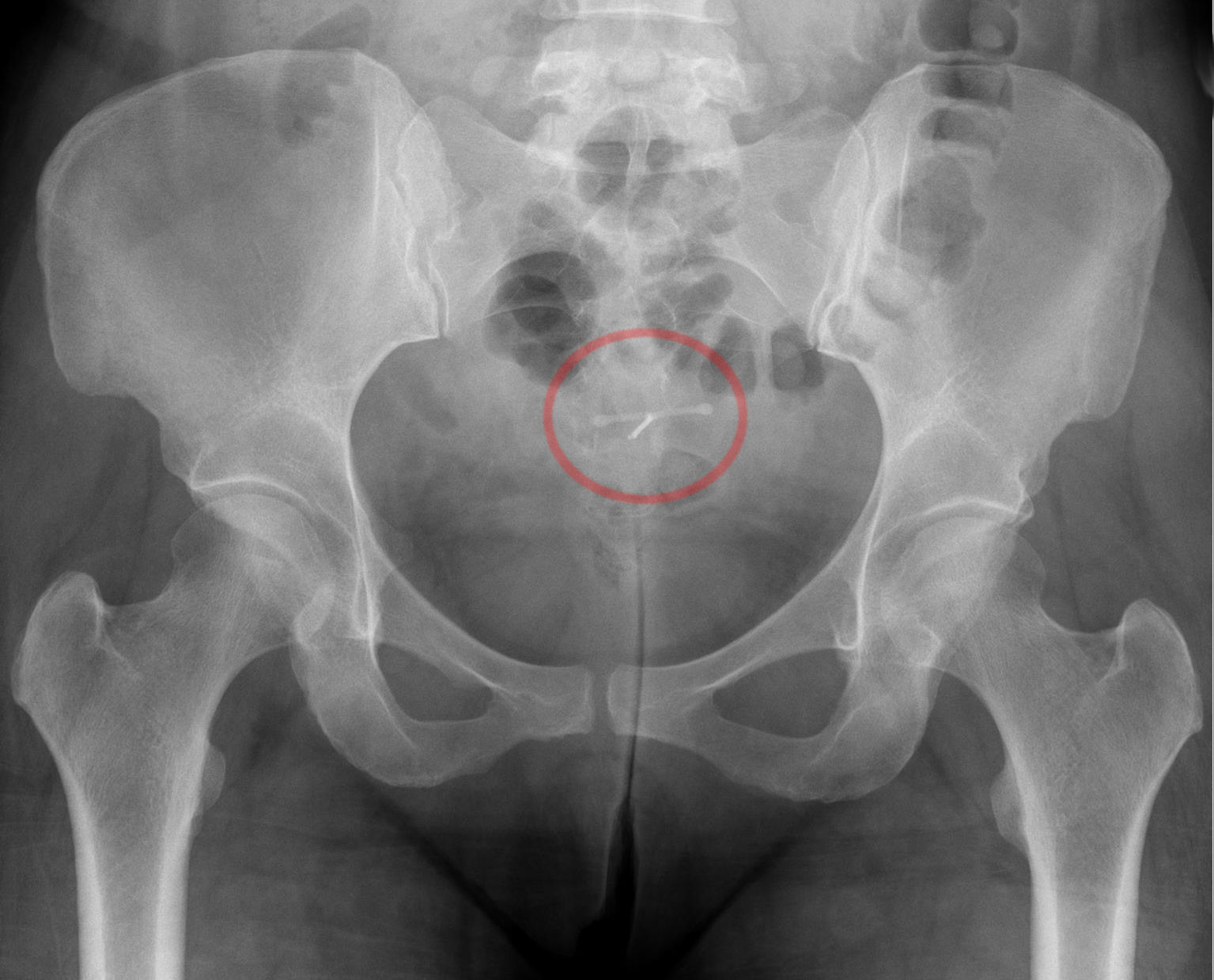
在骨盆放射攝影中可見到Mirena IUD。

含孕激素IUD是一種小的T形塑料裝置，含有左炔諾孕酮，微量左炔諾孕酮會逐步釋放進入子宮（主要是旁分泌，而非全身性），其中大部分留在子宮內，有少量會進入身體其他部位。

## 置入與移除IUD
圖片說明（由左至右）：
1. 將MirenaIUD置入陰道的超音波掃描示意圖。

2. 置入含孕激素IUD

3. 移除含孕激素IUD

## 作用機轉
左炔諾孕酮是一種孕激素受體激動劑。最新的研究顯示含孕激素IUD的主要避孕機制是防止卵子受精

## 歷史

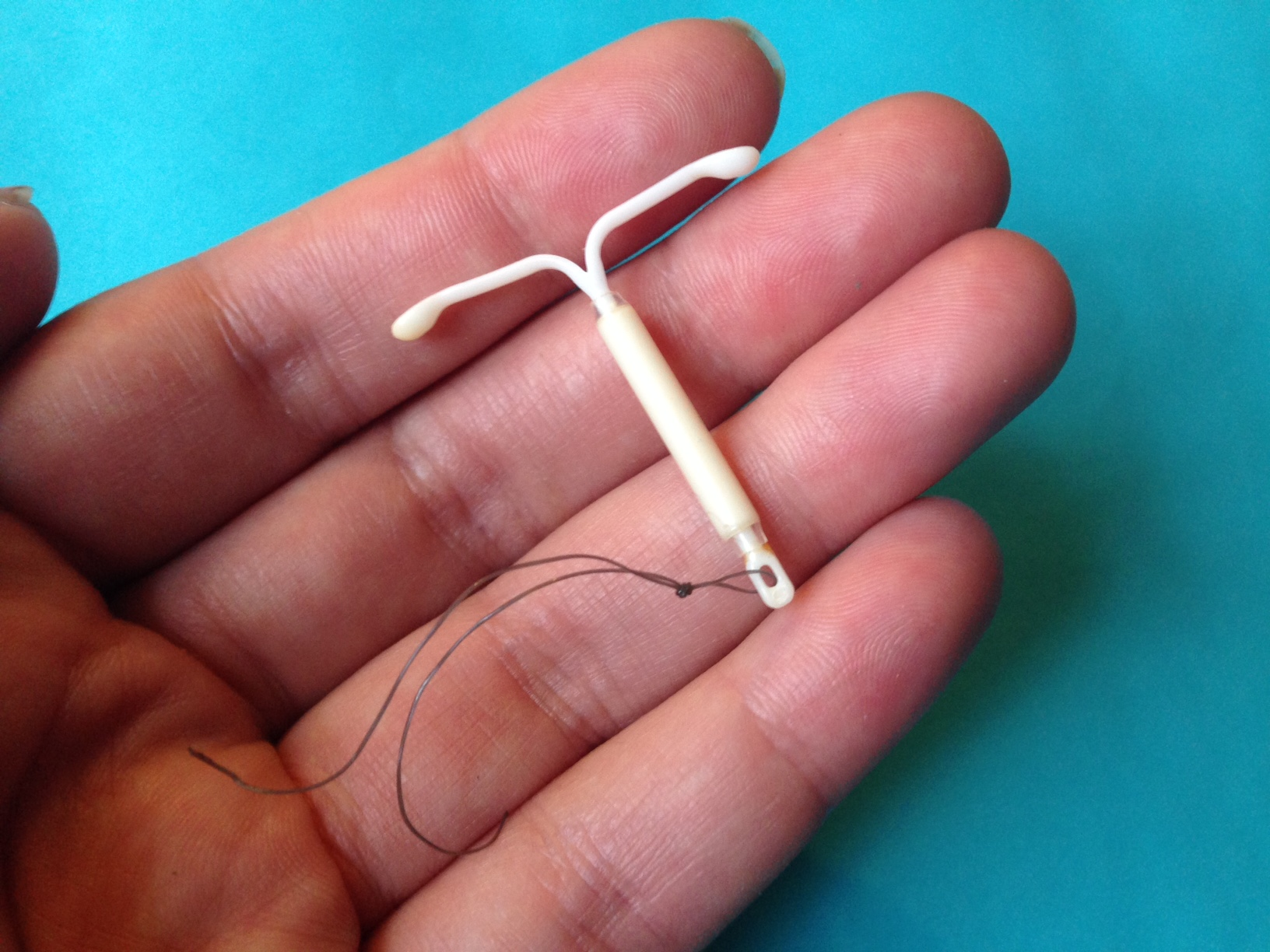
Mirena®子宮內避孕器放大圖。

銅質IUD在1960年代和1970年代開發上市，而含孕激素IUD於1970年代開發成功。於芝加哥邁克爾·里斯醫院服務的安東尼奧·斯科門加醫生（Dr. Antonio Scommenga）發現，在子宮內施用孕酮具有避孕功效。芬蘭醫生約尼·瓦爾特·塔帕尼·盧卡伊寧根據安東尼奧·斯科門加醫生的發現而製造可釋放孕酮的T形IUD，於1976年以Progestasert System商品名稱上市。第一代子宮內避孕器使用壽命很短，只有1年，市場表現不佳。盧卡伊寧醫生後來改用左炔諾孕酮，研發出可持續使用5年的Mirena，大幅提升避孕器的效用。
FDA於2013年核准商品名稱為Skyla的避孕器上市（為一種有效期長達3年的低劑量左炔諾孕酮IUD）。Skyla造成的月經模式與Mirena不同，臨床試驗中，使用Skyla者只有6%出現閉經（而使用Mirena者約有20%會出現）。
目前Mirena避孕器系列僅在芬蘭生產。

## 爭議
Mirena的製造商拜耳公司因誇大產品功效、淡化使用風險以及對該裝置進行"虛假或誤導性陳述"而收到美國食品藥物管理局警告信。美國聯邦機構在2000年到2013年期間收到超過70,072份關於該裝置和相關不良反應的投訴。截至2014年4月，美國已有超過1,200件對此裝置興起的法律訴訟。